# Quassia schweinfurthii
Quassia schweinfurthii là một loài thực vật có hoa trong họ Thanh thất. Loài này được (Oliv.) Noot. miêu tả khoa học đầu tiên năm 1963.